# Förtimring

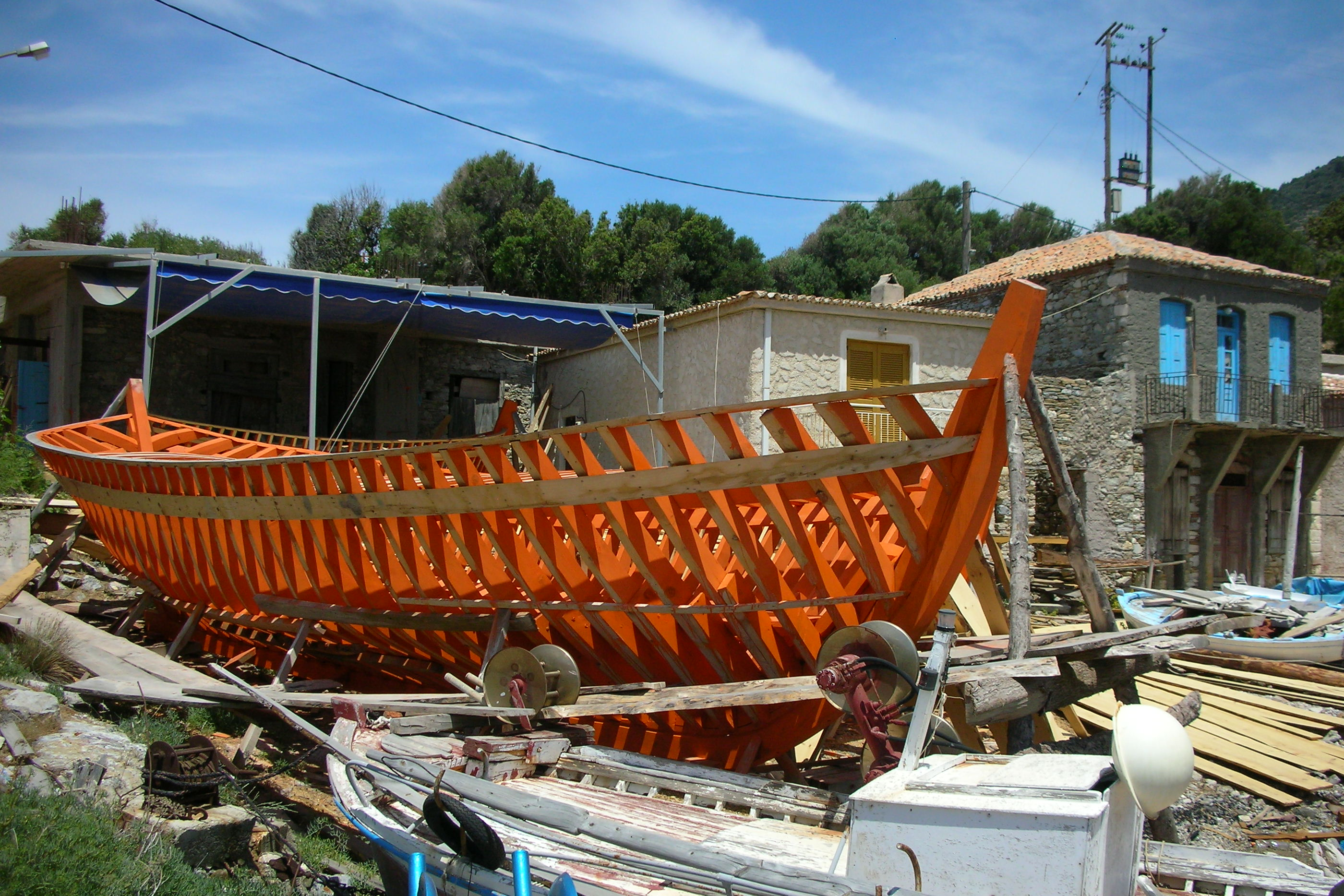
Ett förtimrat skepp på Samos.

Förtimring, en träbåts eller träfartygs inre skelett eller stomme bestående av kölen, stävar, spant och bottenstockar samt övrig inre förstärkning. Även akterspegel ingår i en farkosts förtimring. När förtimringen är uppsatt och klar påbörjas monteringen av bordläggningen.
Kan även, fast mer sällan, betyda stödkonstruktion i trä för att förhindra ras i gruva.